# Rosmolen Claeys
De Rosmolen Claeys (ook: Rosmolen van het Polderhof) is een voormalige rosmolen, gelegen in de tot de West-Vlaamse gemeente Damme behorende plaats Oostkerke, gelegen aan Sabtsweg 6.
Het betrof een buitenrosmolen, die fungeerde als korenmolen, maar tevens een karn- en een wasinrichting bezat.
De molen werd gebouwd in de 19e eeuw en bevindt zich op het terrein van de 18e-eeuwse Hoeve Polderhof. Tijdens de Tweede Wereldoorlog werd de molen nog gebruikt om te malen, waartoe twee paarden werden ingezet, en daarna nog om te wassen en te karnen, waarbij één paard voldoende was. In 1955 werd echter al het mechaniek verwijderd teneinde het gebouwtje tot garage om te bouwen. Wat bleef was een achtkantig gebouwtje op het erf, dat verder nog in goede staat verkeerde.
Een groot deel van de inventaris is in 1962 overgebracht naar het Openluchtmuseum Bokrijk.